# Nikkan Sports Film Award du meilleur film
Le Nikkan Sports Film Award du meilleur film est un prix cinématographique japonais remis depuis 1988 au meilleur film japonais à l'occasion des Nikkan Sports Film Awards.

## Films récompensés
| N° | Année | Film                           | Réalisateur          |
| -- | ----- | ------------------------------ | -------------------- |
| 1  | 1988  | A Chaos of Flowers             | Kinji Fukasaku       |
| 2  | 1989  | Pluie noire                    | Shōhei Imamura       |
| 3  | 1990  | Childhood Days                 | Masahiro Shinoda     |
| 4  | 1991  | My Sons                        | Yōji Yamada          |
| 5  | 1992  | Sumo Do, Sumo Don't            | Masayuki Suo         |
| 6  | 1993  | L'École                        | Yōji Yamada          |
| 7  | 1994  | Histoire de fantômes à Yotsuya | Kinji Fukasaku       |
| 8  | 1995  | Sharaku                        | Masahiro Shinoda     |
| 9  | 1996  | Shall We Dance?                | Masayuki Suo         |
| 10 | 1997  | Aisuru                         | Kei Kumai            |
| 11 | 1998  | Begging for Love               | Hideyuki Hirayama    |
| 12 | 1999  | Poppoya                        | Yasuo Furuhata       |
| 13 | 2000  | 15 Sai Gakkō IV                | Yōji Yamada          |
| 14 | 2001  | Le Voyage de Chihiro           | Hayao Miyazaki       |
| 15 | 2002  | Le Samouraï du crépuscule      | Yōji Yamada          |
| 16 | 2003  | Like Asura                     | Yoshimitsu Morita    |
| 17 | 2004  | Blood and Bones                | Yōichi Sai           |
| 18 | 2005  | Break Through!                 | Kazuyuki Izutsu      |
| 19 | 2006  | Hula Girls                     | Lee Sang-il          |
| 20 | 2007  | I Just Didn't Do It            | Masayuki Suo         |
| 21 | 2008  | Departures                     | Yōjirō Takita        |
| 22 | 2009  | Cher docteur                   | Miwa Nishikawa       |
| 23 | 2010  | Villain                        | Lee Sang-il          |
| 24 | 2011  | Postcard                       | Kaneto Shindō        |
| 25 | 2012  | A Terminal Trust               | Masayuki Suo         |
| 26 | 2013  | Fune o amu (The Great Passage) | Yūya Ishii           |
| 27 | 2014  | Kamikaze, le dernier assaut    | Takashi Yamazaki     |
| 28 | 2015  | Solomon's Perjury              | Izuru Narushima      |
| 29 | 2016  | 64: Part I - Part II           | Takahisa Zeze        |
| 30 | 2017  | Wilderness                     | Yoshiyuki Kishi (ja) |
| 31 | 2018  | Une affaire de famille         | Hirokazu Kore-eda    |
| 32 | 2019  | Shinbun kisha                  | Michihito Fujii (ja) |
| 33 | 2020  | Tsumi no koe                   | Nobuhiro Doi         |